# أوقستو تشامورو
أوقستو تشامورو (بالإسبانية: Augusto Chamorro)‏ هو لاعب كرة قدم باراغواياني، ولد في 12 مايو 1963. شارك مع منتخب باراغواي لكرة القدم.

## وصلات خارجية
- أوقستو تشامورو على موقع ناشيونال فوتبول تيمز (الإنجليزية)